# 타이타닉호 침몰 사고

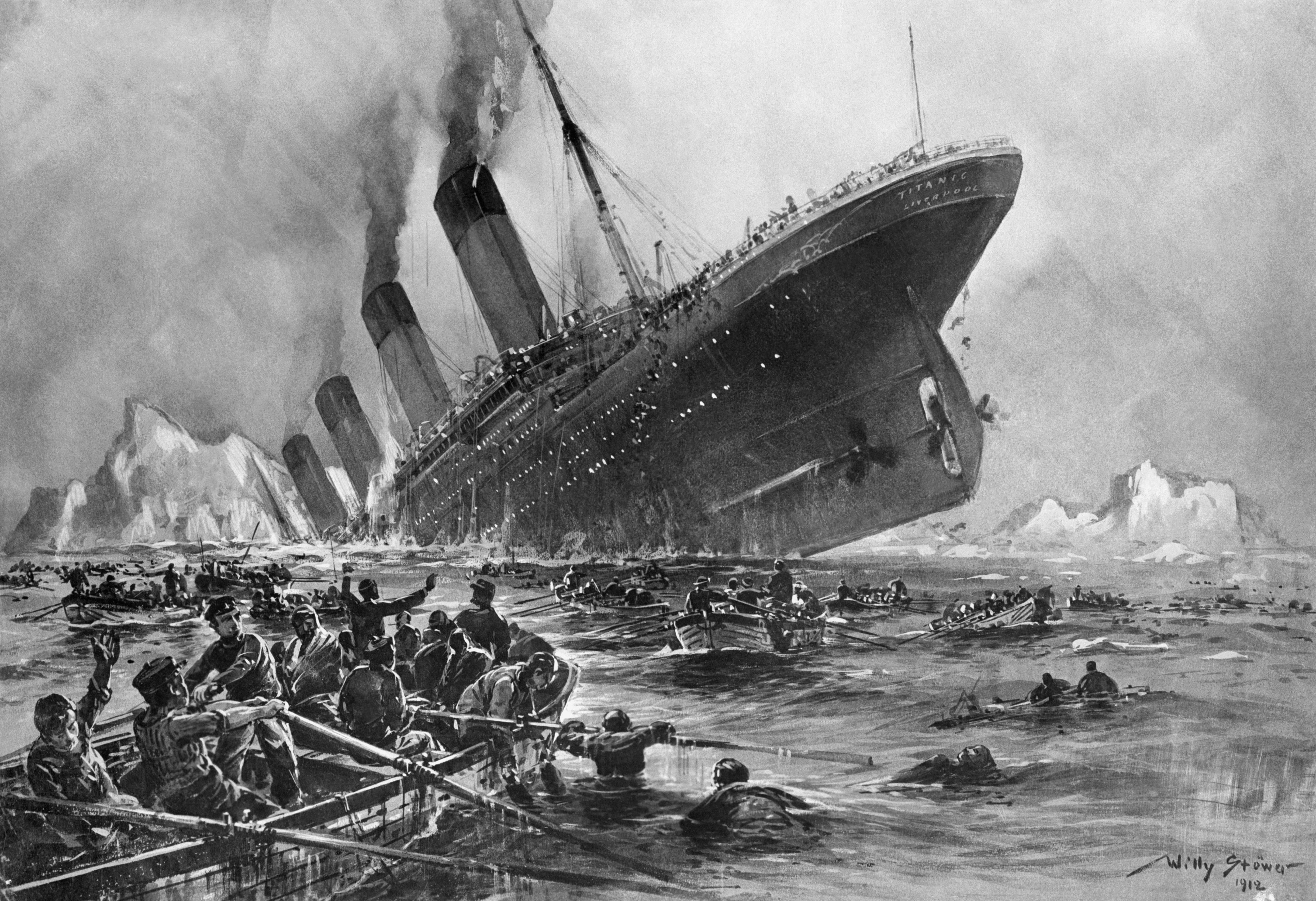
1912년 빌리 스퇴버가 그린 그림 '운터강의 타이타닉'에 묘사된 타이타닉 침몰 사건

빙산을 발견했을 때 대략 22노트(시속 41킬로미터)의 속도로 이동하고 있었다. 충분히 빠르게 회전할 수 없었기 때문에, 그 배는 우현 쪽을 휘감고 16개의 칸 중 6개를 바다로 열었다. 타이타닉은 그녀의 앞쪽 칸들 중 최대 4개가 물에 잠긴 채로 물 위에 떠 있도록 설계되었고, 승객들이 구명정에 탑승할 때 승무원들은 구조 신호탄과 무선 메시지를 사용하여 도움을 요청했다.
기존 관행에 따르면, 타이타닉의 구명정 시스템은 승객들을 근처의 구조선으로 나를 수 있도록 설계되었고, 모든 사람들을 동시에 태우지 않도록 설계되었다. 따라서 배가 빠르게 가라앉고 여전히 몇 시간이나 떨어져 있는 상황에서 접을 수 있는 구명정 4척을 포함하여 단지 20척의 구명정을 가진 많은 승객들과 승무원들에게 안전한 피난처가 없었다. 피난에 대한 부실한 준비와 관리는 많은 배들이 완전히 채워지기 전에 진수되었다는 것을 의미했다.
타이타닉은 천 명이 넘는 승객과 승무원들이 여전히 탑승한 채 침몰했다. 바다에 뛰어내리거나 바다에 빠진 거의 모든 사람들은 차가운 충격과 무력감의 영향으로 인해 몇 분 안에 익사하거나 사망했다. RMS 카르파시아는 침몰 약 1시간 30분 후에 도착했고 충돌 약 9시간 30분 후인 4월 15일 09시 15분까지 710명의 생존자 모두를 구조했다. 그 재난은 세계에 충격을 주었고 구명정의 부족, 느슨한 규정, 대피하는 동안 3등 승객들의 불평등한 대우에 대한 광범위한 분노를 일으켰다. 그 후의 질문들은 해양 규제에 대한 전면적인 변화를 권고했고, 오늘날에도 여전히 해양 안전을 지배하는 국제 해양 생물 안전 협약 (SOLAS)의 1914년 설립으로 이어졌다.

## 항해

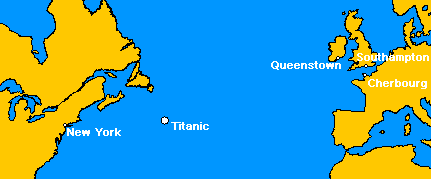
타이타닉호의 침몰 지점 1912년 4월 15일

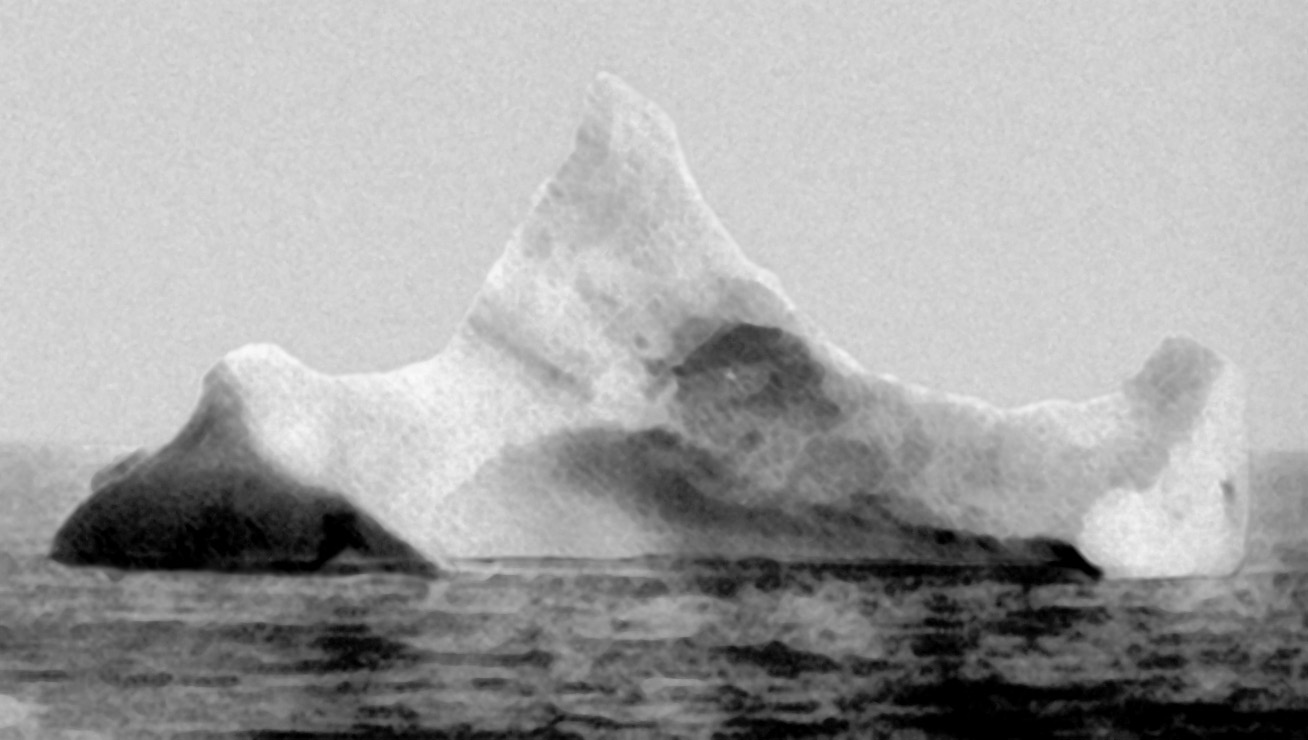
타이타닉을 침몰시켰다고 추정되는 빙산. 타이타닉의 파편과 같은 붉은 도료가 달라붙어 있다. 빙산의 규모는 사진에서는 알 수 없다.

1912년 4월 10일, 영국의 사우샘프턴(Southampton)에서 E·J·스미스 선장과 승무원 · 승객을 합쳐서 2,200명 이상의 인원을 태우고 첫 항해를 시작했다. 이 배는 프랑스의 셰르부르(Cherbourg)와 아일랜드의 퀸즈 타운에 기항한 다음, 미국의 뉴욕으로 향했다.
출항 당시 승무원들에게 쌍안경 보관함의 열쇠가 인계되지 않아 망지기들이 눈으로만 위험 요소를 확인해야 했는데, 사고 후에 이것이 빙산을 늦게 발견하게 된 주요 원인이 아닌가 의심되었으나, 사고 당시 달이 뜨지 않았고 파도가 거의 없어 별빛과 배 자체 조명만을 의존한 빙산의 육안 식별은 쌍안경의 유무와 상관 없이 매우 어려웠을 것으로 보인다.
타이타닉호는 출항 오전부터 빙산이 떠다닌다는 소식을 선박 사이의 전신으로 받았는데, 특히 4월 14일에는 빙산 경고를 6통이나 받게 된다. 하지만 모든 통신문이 중계(모스 부호의 판독 및 전달)된 것은 아니다. 당시 타이타닉호에 승선한 통신기사는 선원과 달리 마르코니 컴퍼니라는 전신기술 회사의 소속으로, 가장 중요한 업무는 승객의 사적인 전보를 보내는 것이었으며, 그 다음은 날씨 등의 정보를 받아 중계하는 일이었다.
그나마 4월 14일 오전 9시에 수신된 RMS 캐로니아의 통신문 "빙산, 해빙과 유빙"과, 오후 1시 42분에 RMS 발틱에서 중계된 "빙산과 수많은 유빙을 지나치고 있다."라는 그리스 국적선 아테니아호의 통신문은 스미스 선장에게 전달되었다. 스미스 선장은 항로를 변경하여 남쪽으로 우회할 것을 지시했다.
이후에도 오후 1시 45분에 SS 아메리카로부터 한 번, 증기선 메사바호로부터 오후 7시 30분, 오후 9시 40분에 각각 빙산에 대한 경고를 받았으나, 이 전보들은 타이타닉호의 무전실 밖으로는 나가지 못하였다. 사고 이틀 전 고장났던 전신 장비 덕분에 통신기사에겐 판독해야 할 메시지가 쌓여 있었으며, 당시 무선 통신기사 잭 필립스는 승객들의 메시지들을 케이프 레이스의 중계국을 통해 타전하느라 바빠 이들 경고 신호의 중요성을 깨닫지 못했을 것이다. 마지막 경고는 야간에 맞딱뜨린 해빙들 때문에 운항을 잠시 멈춘 캘리포니안호의 통신기사 시럴 에반스로부터 오후 10시 30분에 수신되었는데, 필립스는 신호가 들어오는 중간에 끊고 이렇게 타전했다.
"닥쳐! 닥쳐! 지금 케이프 레이스와 일하는 중이다."
선원들이 인근에 얼음이 존재함을 인지하고 있었음에도 불구하고, 배의 속도는 줄어들지 않은 채 자체 최고속도인 시속 24노트(44 km/h)에 근접한 시속 22노트(41 km/h)로 운항을 계속했다. 사고 이후에야 빠른 항속이 배가 침몰한 주된 원인 중 하나로 지목되었으나, 당시에는 흔한 일이었다.

## 손상
1912년 4월 14일 밤 11시 40분, 레지날드 리와 함께 견시 당직을 서던 갑판선원 프레드릭 플리트가 전방 450미터에 높이 20미터 미만의 빙산을 육안으로 발견했다. 플리트가 종을 세 번 치고 급히 조타실로 전화를 걸었으며, 6등 항해사 제임스 무디가 보고를 받고 1등 항해사 윌리엄 맥마스터 머독에게 연달아 보고했다. 보고와 비슷하게 빙산을 확인한 그는 바로 좌현전타를 명령하고 텔레모터(원격 조정 장치)를 "전속 후진"(Full Astern)으로 돌려놓아 기관실에 지시한 뒤, 만일의 사태를 대비해 보일러실의 방수격벽이 닫힐 것을 알리는 알람을 울렸다. 조타수 로버트 히친스는 지시에 따라 왼쪽으로 키를 최대한 돌려써으며 기관실에서도 배의 속도를 늦추기 위해 노력했으나 배의 회전반경이 너무 크고 빙산과의 거리가 가까운 탓에 충분한 회전과 감속을 하지 못했다.
결국 우현은 빙산이 있는 곳으로 서서히 접근하여 정통으로 부딪히지는 않았지만 우현측면이 빙산과 충돌하였다. 충돌 직후 1항사 머독은 우현전타를 지시하여 빙산으로부터 벗어나는 한편, 방수격벽 폐쇄 스위치를 작동시켰다. 빙산으로부터 얼마 떨어지지 않아 텔레모터는 '정지'에 놓였고 이후로 타이타닉은 더 이상 움직이지 못했다. 아랫쪽 승객들은 큰 충격을 느끼고 잠에서 깨어났으나, 윗쪽 승객들은 약간의 흔들림을 느꼈을 뿐 잠에서 깨어날 정도는 아니었다. 충격을 느끼고 올라온 사람들이나 갑판 위에 있었던 승객은 오히려 즐거운 분위기였다. 3등실 승객들은 얼음조각으로 축구를 했고 어떤 사람들은 기념으로 위스키에 쓸 얼음으로 가져갔다.
하지만 6번과 5번 보일러실은 물이 폭포처럼 쏟아져 내리고 있었다. 화부들은 물을 피해 도망갔다. 조타실과 망루에서는 빙산의 피해가 그렇게 크지 않을 것이라 생각했었으나, 우현은 수면 아래로 약 90미터가 손상되어 뱃머리로부터 5구획에 걸쳐서 엄청난 해수가 배 안으로 들어왔다. 방수격벽 탓에 배 전체에 물이 들어차지는 않았다. 하지만, 타이타닉은 2구획(뱃머리로부터는 4구획)까지 물이 들어오면 침몰하지 않고 버틸 수 있었으나 뱃머리로부터 5구획 이상에 물이 차 그 한계를 넘어서게 되었다. 게다가 타이타닉의 격벽은 위의 E갑판과 연결되어 있는 구조라 선체가 부력을 잃고 앞으로 기울어지며 잠기는 와중에 해수는 격벽을 넘어 차례차례로 다른 구획까지 흘러 들어갔고 이는 배의 침몰을 가속했다. 이후 뱃머리에 실린 물로 인해 배는 서서히 앞으로 기울었고 뱃머리가 해수면 아래로 점점 들어갔다.
스미스 선장은 배수 펌프로 해수를 밖으로 빼내려고 했지만 그저 조금의 시간을 버는 정도일뿐 침몰을 막을 순 없었다. 오전 12시 05분, 타이타닉호는 조난 신호를 발신하고 인근 선박에 구조를 요청했다. 사고지점으로부터 약 48 km 떨어져 있던 여객선 RMS 카르파티아가 조난 신호에 응답해 전속력으로 타이타닉이 있는 사고 해역으로 향했지만, 배의 최대 속도가 17노트에 그치는 바람에 현장에 도착했을 때는 이미 타이타닉호가 침몰한지 약 1시간 30분이 지난 새벽 3시 55분이었다. 더욱 가깝게 위치했던 SS 캘리포니안이 정박해 있었는데, 몇 시간 전에 빙산에 대해 경고했던 SS 캘리포니안의 선장 스탠리 로드는 오후 10시 즈음에 배를 정박하고 다음날 아침 빙산이 잘 보일 때까지 기다리기로 했다.
타이타닉호가 빙산과 충돌하기 10분 전인 오후 11시 30분, 캘리포니안호의 유일한 통신기사인 시럴 에반스는 통신 장비를 끄고 취침을 했다. 사고 시점에 조타실에서는 3등 항해사가 16 km에서 19 km 정도 떨어진 거리의 커다란 선박이 갑자기 좌현으로 틀고는 멈춰선 것을 보았으나 별다른 대응을 하지 않았다. 1시간보다 조금 더 긴 시간이 흐른 후, 2등 항해사는 멈춰선 배 위로 5개의 폭죽이 쏘아지는 것을 보았고, 선장에게 알렸다. 뒤늦게 빙산을 피해가며 운항을 시작했지만 사고지점에는 결국 카르파티아호보다 뒤늦게 도착했다. 사고 이후 무전을 상시 켜놓고 교대근무를 통해 무전사가 항상 대기하도록 하는 국제규약이 생겨났다.

## 탈출

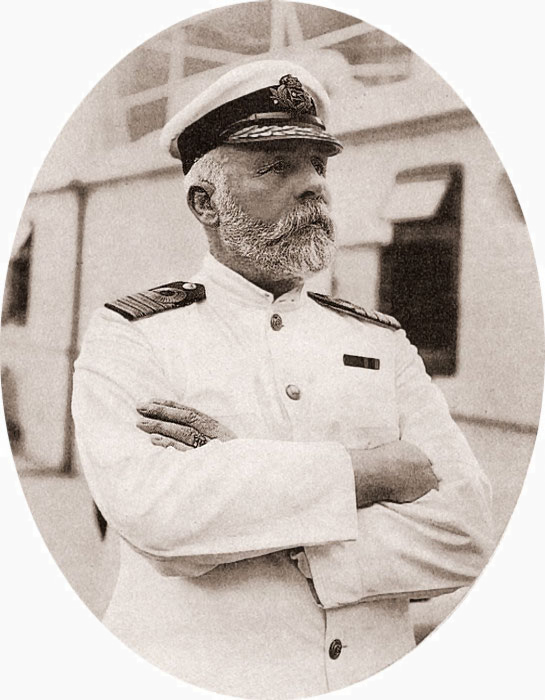
스미스 선장

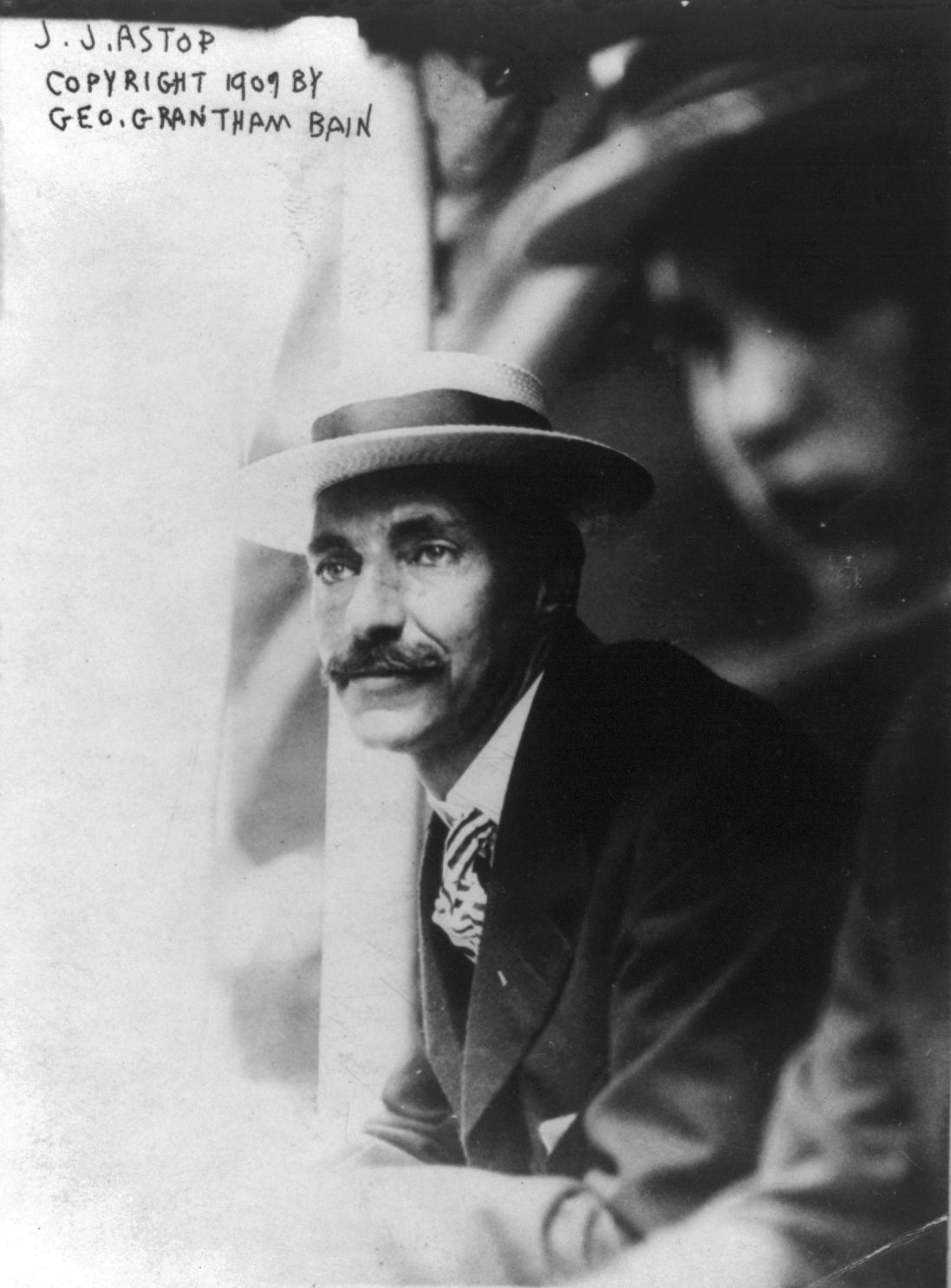
배에서 가장 부자였던 존 제이콥 애스터 (1909년)

스미스 선장은 긴급탈출 명령을 내렸다. 우선 모든 승객들과 선원들에게 구명조끼를 나누어주기 시작했으며 좌현에서는 2등 항해사 찰스 라이톨러가, 우현에서는 1등 항해사 윌리엄 머독이 구명보트를 하선하기 시작했다.
처음에는 승객 대부분은 배가 침몰한다는 것을 믿지 못하고 구명보트에 탈 생각조차 안했는데 나무로 만든 조그만한 보트보다는 차라리 260미터의 강철로 만들어진 여객선이 훨씬 안전해 보였기 때문이다. 게다가 날씨 때문에 귀찮아했던 사람들도 매우 많았다. 배에서 가장 부자였던 존 제이콥 애스터도 아내에게 "여기가 저 조그만한 보트보다 안전해"라고 말했다고 한다.
2등 항해사 라이톨러는 선장에게 여자와 아이들을 먼저 태울 것을 건의하고, 선장은 승인했다. 1등 항해사 머독은 더 이상 여자와 아이들이 보이지 않으면 남자를 태우는 것을 허용하는 등 비교적 남성에게도 관대한 대응을 했지만 2등 항해사 라이톨러는 "여자와 아이들 먼저"를 "여자와 아이들만"으로 받아들여 혼란을 막기 위해 여자와 아이들 우선의 관습을 철저히 실시했다.
그리고 여성과 어린이만 태웠기 때문에 자리가 있었음에도 남자는 승무원들이 거부하였고 그로인해 구명보트 정원의 절반도 못태운채 보트가 내려간 것이다.
타이타닉호의 침몰이 참사로 이어지게 된 원인 중 하나는 구명보트의 부족 때문이었는데, 당시의 영국 상무성의 규정을 보면 여객선은 여객 정원만큼 구명보트를 갖출 필요가 없었다. 당시 규정에서는 978명, 그나마도 배의 배수톤수 기준이었다. 또한, 미관, 비용 등의 이유로 인해 화이트 스타 라인사는 최종적으로 타이타닉호에 1,178명 정도가 탈 수 있는 보트만 준비했지만 그나마도 제대로 채워지지 않았다. 맨 처음 구명보트를 하선할 때에는 많은 승객이 탈 수 있어도 태우지 않았다.
엎친 데 덮친 격으로 유언비어가 승무원 사이에 떠돌았다. 정원 65인승의 보트에 70명을 태우는 실험을 했는데 배는 뜰 수 있었지만 추진과 균형 잡기가 불안정하다는 것이었다. 또한 급작스런 사고에 당황한 승무원들은 정원을 다 채우지 못하고 황급히 구명보트를 하선했다. 게다가 그 누구도 그런 배가 침몰할 거라고 생각을 못했기에 선원들도 정원이 얼마인지 헛갈렸고 사전에 안전 교육도 계획이 있었지만 취소되어 전혀 실행하지 않았다. 많은 보트가 정원을 채우지 않은 채로 바다에 내려졌다. 만약 정원이 완전히 채워졌다면 승객의 절반은 생존할 수 있었을 것이었다.

## 대피와 혼란
오전 12시 45분쯤 구명보트 7호가 정원 65명에 28명을 태우고 처음으로 내려졌다. 곧 이어 55분에 좌현에서 구명보트 6호가 7호와 마찬가지로 28명을 태우고 내려졌다. (여기에 타고 있던 사람들 중에는 빙산에 부딪히고 있었을 때 배를 맡았던 조타수 로버트 히친스, 빙산을 목격했던 두 견시 당직자 - 프레드릭 플리트와 레지날드 리- , 그리고 훗날 'The Unsinkable Molly Brown'이라는 별명을 갖게 된 마거릿 브라운도 있었다.)
한편, 배 밑 보일러실에서는 화부들과 기관부 선원들이 물이 보일러에 접촉해 폭발하는 것을 막기 위해 증기와 해수를 배출하며 고군분투하고 있었다. 기관실에는 계속해서 전력 공급을 유지하기 위해 노력했다. 배수를 시작하고 얼마 후 5번 보일러실에서 첫 번째 사망자가 발생했다. 기관사 몇명이 펌프질을 하다가 6번 보일러실의 석탄 저장고가 수압을 견디지 못하고 터져버려 익사한 것이다. 화부장이었던 프레드릭 바렛은 가까스로 살아남았다. 한편 우편 직원들은 침수하는 우편물 저장고에서 우편물을 건지기 위해 고군분투하는 것이 마지막으로 목격되었다. 그리고 하갑판에 남아있던 몇몇 승객과 승무원은 물이 복도 구석구석에 밀려오기 시작하는 것을 목격했다.
구명보트는 좌현과 우현 양쪽에서 하나둘씩 내려지기 시작했다. 그러나 앞서 말했듯이 대부분 정원을 제대로 채우지 않고 내려졌다. 구명보트 5호는 41명이 탔고, 3호는 32명이, 8호는 39명이 탔고 ,1호는 겨우 12명(정원 40명)밖에 타고 있지 않았다. 이제 점점 혼란이 가속되기 시작했고, 그에 따라 사고도 약간씩 일어나기 시작했다. 어떤 여성은 구명보트 10호와 배 사이에 떨어져 끼었다가 구조되었다. 어떤 승객들은 구명보트에 타기 위해 줄을 타거나 뛰어들기도 하였다. 물론 이 와중에 부상자들도 생겨났다. 이제 승객들도 상황의 심각함을 어느정도 눈치채기 시작했다.
한편 무전사 잭 필립스와 해롤드 브리드는 계속해서 모스 신호를 보내었고 하늘에는 계속해서 폭죽이 발사되었다. 캘리포니안 호에서도 이것이 조그마하게 보였지만 대수롭게 여기지 않았다. 정체불명의 선박이 목격되었지만 알아보지 못하고 수평선 너머로 사라졌다. 그 선박은 후에 포경선으로 밝혀졌으며, 해안경비대로 오인하고 도망갔다고 한다.
상황이 지속되고 배가 서서히 기울어짐에 따라 혼란이 훨씬 가중되었다. 이제 대다수의 승객들이 상황이 생각보다 훨씬 심각함을 깨닫고 공황에 빠졌다. 아직도 최악의 상황까지는 가지 않을 거라고 희망을 거는 사람들도 약간씩 있었다.
오전 1시 30분쯤에는 배의 앞머리가 잠기기 시작하고, 혼란은 계속해서 가중되었다. 구명보트도 이제 정원에 어느정도 맞추기 시작했다. 구명보트 11호는 정원을 다섯명을 초과해서 내려졌고, 배에서 펌프질로 빠져나오는 물이 들어갈 뻔했지만 가까스로 피했다. 13호도 비슷한 문제를 겪었지만 마찬가지로 가까스로 피했으나, 밧줄에 문제가 생겨 옆에서 함께 내려지던 15호 바로 위에 내려져 깔리게 일보직전까지 되고 말았다. 다행히도 구명보트에 타고있던 프레드릭 바렛을 포함한 선원들이 아슬아슬하게 밧줄을 잘라 위기에서 벗어날 수 있었다.
구명보트 14호가 내려지려 하자, 공황에 빠진 승객들이 필사적으로 타기 위해 우르르 밀려왔다. 이에 14호를 맡은 5등 항해사 로우는 혼란을 저지하기 위에 허공에 권총으로 경고 사격을 했다. 5분 후에는 구명보트 16호가 내려졌는데, 여기 타고 있었던 사람들 중 간호사였던 바이올렛 제솝은 후에 자매선 브리타닉이 침몰했을 때도 살아남았다.
구명보트가 하나둘씩 내려짐에 따라 후미로 몰려가는 사람들도 많아졌다. 접이식 보트 C는 오전 1시 40분에 내려졌으며 이 보트가 내려지기 직전에 두 사람이 몰래 탑승한다. 한명은 가족을 구명보트에 미리 태운 승객이었으며, 나머지 한명은 화이트 라인 사의 사장이자 배의 선주였던 브루스 이스메이였다. 이로 인하여 이스메이는 구조된 후에도 대중들의 비난을 면하지 못하였으며 사장직을 사임한다.
오전 1시 45분에는 구명보트 2호가 내려졌다. 이 때 신원미상의 외국 승객들이 승선을 시도했으나 2등 항해사 라이톨러가 권총으로 위협하여 쫓아냈다. 존 제이콥 애스터는 어린 아내를 태우고 아직도 빈 공간(40명 중에 25명이 타고 있었다)이 많은 것을 보고 타도 되냐고 물었으나 라이톨러에 의해 거절당했다. 마지막 구명보트(선교 위에 비상용으로 있었던 접이식 보트 2개는 제외)는 접이식 보트 D로, 오전 2시 5분에 내려졌다.
이 와중에 배에 남기로 한 사람들도 있었다. 뉴욕에서 유명한 메이시 백화점을 소유하고 있는 노부부 스트라우스 부부는 금슬이 좋았는데, 이시도르 스트라우스(Isidor Straus)가 구명보트 승선을 거절하자 그의 부인은 선원의 구명보트 승선 제안을 거절하고 하녀였던 엘렌 버드(Ellen Bird)에게 모피 코트를 건네준 다음 구명보트에 태운 뒤 함께 죽었다.
철강업자 벤자민 구겐하임은 현지처와 하인을 보트에 태우고 선원의 구명조끼를 거절하고 턱시도로 갈아입은 뒤, 자신을 따르는 하인과 함께 "우리는 가장 어울리는 복장을 입고 신사답게 갈 것이다"고 하며 마지막까지 시가와 브랜디를 즐기며 배와 함께 최후를 맞이했다.

## 최후의 20분
오전 2시 5분, 접이식 구명보트 2개를 제외한 마지막 구명 보트인 접이식 보트 D가 떠났다. 선장은 남은 선원들에게 모두 제 살길을 찾으라고 했으며 배를 포기하겠다고 선포했다. 배에 남은 사람들은 접이식 보트 2개를 기다리거나 바다로 뛰어들거나 선미로 달려나갔다. 배가 기울며 프로펠러가 그 모습을 완전히 드러내기 시작했다.
오전 2시 10분에는 바닷물이 최상층인 보트 갑판까지 다다랐다. 그때쯤 체육관 바깥쪽 휴식터에서 월리스 하틀리가 지휘를 맡은 악단이 구슬픈 찬송가를 마지막으로 연주하기 시작했다( 어떤 곡이 연주되었는지에 대해서는 의견이 분분하다. 유력한 곡은 Nearer, My God, to Thee와 Autoume이다.) 선장은 확성기를 쥔 채로 선교에 들어가 그대로 그곳에 남았다고 하며 배의 설계자 토마스 앤드류스는 흡연실에서 구명조끼를 벗은 채 그림을 응시하는 모습이 마지막으로 목격되었다고 한다.
오전 2시 15분에서 17분사이에는 배가 보트 갑판이 있는 곳까지 가라앉았다. 통신사 잭 필립스와 조수 해럴드 브리드는 더 이상은 무리라는 것을 깨닫고 마지막 구조 신호를 보낸 후 침수되는 통신실에서 빠져나왔다. 남은 접이식 구명보트 두 척은 파도갑판 위를 떠다녔는데 접이식 보트 B는 30여명의 사람들이 선 상태로 뒤집혔고, 접이식 보트 A는 제대로 뜨긴 했으나 물이 반쯤 찼다. 이때 몇몇 사람들(아치발드 그레이시, 2등 항해사 라이톨러, 전파사 브리드와 필립스도 있었다)이 환기구 때문에 빨려들어갔지만 다시 보일러실에서 발생한 뜨거운 공기가 올라오면서 물속으로 빠져나와 뒤집어진 구명보트에 도달할 수 있었다.
그러던 중 굴뚝 1이 선교루 쪽으로 쓰러지면서 (존 제이콥 애스터를 포함한) 몇몇 사람들을 덮쳐버렸고 그 여파로 생긴 파도가 접이식 보트에 타고 있던 사람들을 쓸어내렸다. 조금 후 중앙계단의 유리 돔과 창문이 파도에 의해 깨져 물이 쏟아져 내렸다. 그리고 배가 급속도로 기울면서 가라앉기 시작하자 온갖 종류의 배 내부 물체들(가구, 그릇, 보일러 엔진 등)이 떨어지면서 생기는 굉음이 발생했고 이는 배의 침몰을 가속시켰다. 배가 더 기울어지자 잡을 것을 찾지 못한 많은 사람들들 또한 균형을 잡지 못하고 미끄러졌다. 이후 침수되면서 굴뚝 2도 차례로 쓰러졌다.
오전 2시 18분, 물체들이 떨어지면서 생기는 굉음이 더 커졌다. 그러던 중 보일러실이 침수하면서 잠깐 깜박거리다가 완전히 정전되었다. 잠시 후, 바닷물의 무게를 견디지 못한 선체는 2번째와 3번째 굴뚝 사이의 신축 이음을 중심으로 금이 가면서 굉음과 함께 두 동강으로 쪼개졌다. 동시에 굴뚝 3과 환기구인 4가 부러졌다. 2012년 내셔널지오그래픽 팀이 의뢰한 컴퓨터 시뮬레이션 결과에 따르면 타이타닉 호가 절단될 당시의 수면과의 최대각도는 23도였다.
마침내 운명의 시각 오전 2시 20분, 선미가 그대로 사선으로 미끄러져 들어가며 완전히 침몰하였으며 영화에서는 극적인 느낌을 더하기 위하여 직각에 가깝게 표현되었다.

## 구조

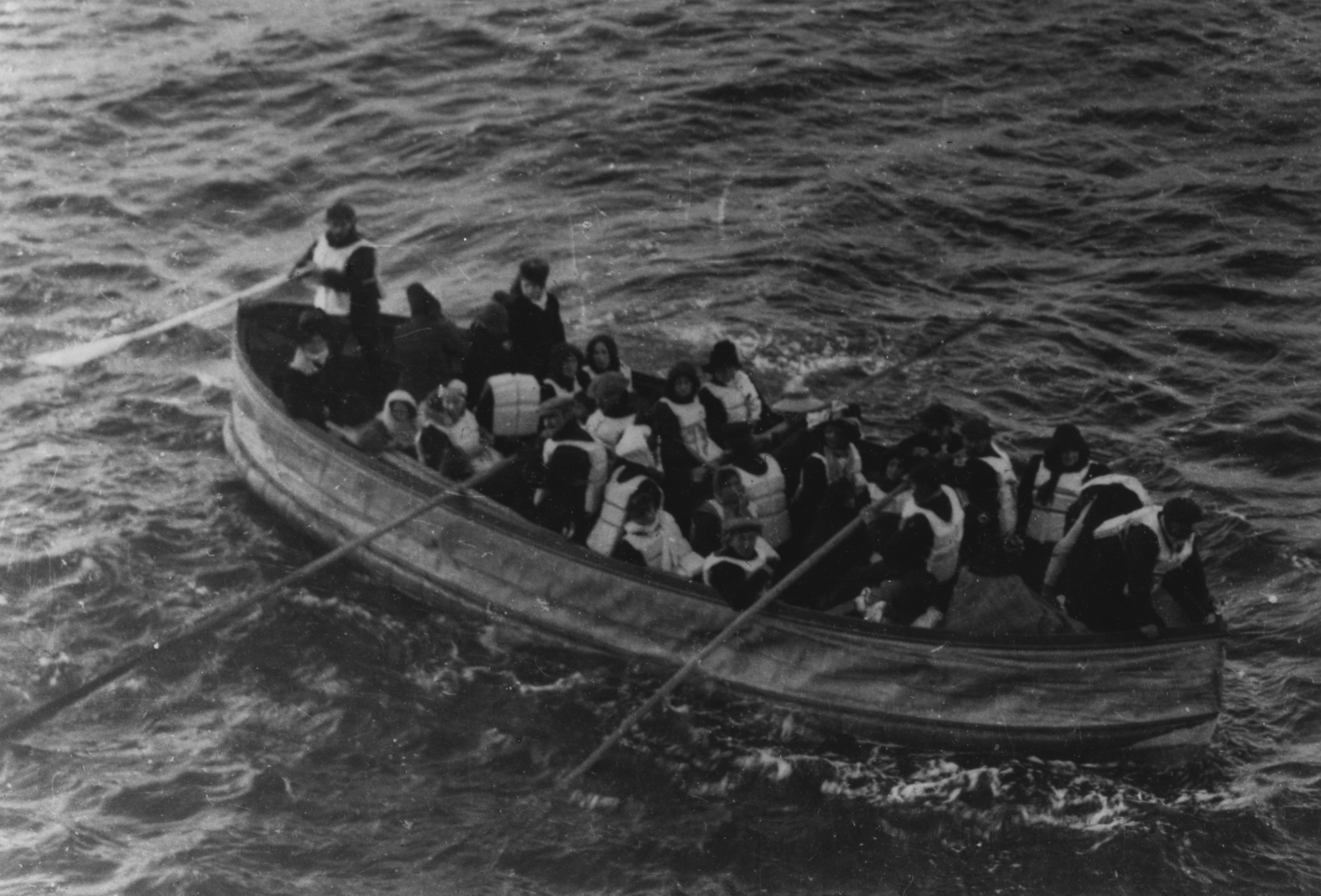
살아 남은 사람들, 접을 수 있는 구명보트이다.

배에 남아 있던 1,500여명의 승객들은 차가운 북대서양 한복판에 버려졌다. 구명보트에 탔던 사람들은 배가 침몰한 곳에서 울려퍼지는 온갖 비명과 아우성을 들었다. 가장 적은 탑승수인 12명을 태운 1번 보트에 탑승한 화부 헨더릭슨은 현장에 돌아가자고 요구했으나 더프-고든 부부와 배를 맡은 시몬스가 반대했고 나머지는 말이 없었으며 결국 무산되었다. 5번 보트의 3등 항해사 허버트 피트만 또한 현장에 돌아가려 했으나 몇몇 여자들이 이에 반대해서 무산되었다. 6번 보트에서는 마가렛 몰리 브라운 또한 현장에 돌아가서 사람들을 구하자고 요구했으나 배를 맡은 조타수 로버트 히친스는 사람들이 배를 끌어당길 것이라며 거절했다. 한편, 사람들의 비명소리는 사람들이 죽어가면서 점점 흐려지기 시작했다.
결국 14번 보트의 5등 항해사 해롤드 로우가 구명 보트들을 재편성한 뒤 지원자는 남기고 다른 사람들을 다른 구명보트로 옮긴 뒤 구조를 향해 나섰으나 그가 준비를 갖추어 구조로 향했을 때는 이미 늦었다. 영하 2도의 차가운 바다에 있던 사람들은 저체온증으로 대부분이 30분 안에 죽었다. 저체온증 이전에 심장마비로 몇 분 이내에 사망했다고 하는 의견도 있다. 사망자 중에는 갓난아기를 안은 채 함께 동사한 여성도 있었다고 하며 결국 4명의 생존자가 추가로 구조되었다.
타이타닉이 침몰한 뒤 약 1시간 30분 후인 새벽 3시 55분에 도착한, 선장 아서 로스트론이 맡은 RMS 카르파티아는 약 4시간 30분 동안에 20개의 구명보트에 타고 있는 생존자들을 구조했다. 5명의 생존자는 구명보트 안에서 사망하였으며, 생존자들은 따뜻한 커피, 담요, 그리고 의료 서비스를 제공받았다. 오전 8시 30분에 마지막 생존자를 구조한 후, 속도를 줄이고 현장으로 돌아가 다른 생존자들을 찾았으나 대부분의 시신들은 해류에 쓸려갔으며 흩어진 잔해와 시신 1구만이 발견되었다. 카르파티아호는 결국 더 이상의 수색은 포기하였으며 뒤늦게 사고 해역에 도착한 캘리포니안호에 추가 생존자 수색을 인계한다. 그로부터 3일 후 카르파티아호는 뉴욕에 도착한다.

## 시신 수습 및 장례 절차
며칠 후, 시신 인수를 위해 맥케니 베넷을 포함한 몇몇 배들이 보내졌다. 총 328구의 시신이 바다에서 인수되었는데, 그중 119구의 신원 확인이 불가능하거나 연고자가 없는 시신, 그리고 신원이 확인이 되었다 하더라도 타이타닉 호 선원들의 시신은 바다에서 죽은 선원을 선원들의 상징적인 고향 바다에 돌려 보낸다는 전통에 따라 영국에서 바다에 수장의 방식으로 장사지냈다. 수습된 시신은 캐나다의 핼리팩스에 매장으로 장사지냈다. 악단 단장인 윌리스 하틀리는 고향인 잉글랜드 콜른에 매장으로 장사지냈으며, 영국 침례교회 존 하퍼 목사는 런던 덴마크 힐에 매장으로 장사를 지냈다. 뉴욕 메이시스 백화점의 소유주 이시도르 스트라우스는 브루클린에 있는 베델 묘지의 Straus - Kohns 가족묘에 화장 후 납골 안치되었으나 부인은 시신을 찾지 못했고 스트라우스의 가족묘의 부인을 위한 유골함 자리는 비워져 있으며, 최고의 갑부 존 제이콥 애스터 4세는 뉴욕 맨해튼의 트리니티 교회 묘지에 매장으로 장사지났다.
벤자민 구겐하임과 그의 충직한 시종 빅터 기글리오는 시신이 수습되지 않았으나 소속된 철강업 회사장으로 시신 없이 장례가 치러졌다.

## 구조 현황
타이타닉호가 침몰할 때 승무원과 각 호실, 또는 남녀, 어린이간 구조된 인원과 구조되지 못한 인원들은 다음과 같다. 1등실에 탑승한 어린이 중에서는 당시 2살이던 헬렌 알리슨만 유일하게 구조되지 못했으며 2등실에 탑승한 어린이는 전원 구조되었다. 반면 2등실에 탑승한 남성 승객은 168명 중 겨우 14명만 구조되어 92%에 달하는 인원인 154명이 바다에 수장되었다. 부자들과 사회 각계층의 고위인사들은 1등실에 탑승했기 때문에 상당수가 구조되었지만 3등실에 탑승한 이민자들은 과반수 이상이 구조되지 못했는데 특이하게 이민자들보다도 신분이 낮은 하인들이 많이 구조되었다. 하인들의 경우 고위인사들을 보좌하기 위해 1등실에 탑승한 상태였는데 해당 하인의 주인들이 자신의 하인을 구조하라고 승무원들에게 요구했기 때문이었다. 3등실의 생존률이 가장 낮은 이유는 가장 낮은 구역에 위치할 뿐만 아니라 여러 구역이 잠겨 있었고 배에 친숙하지 않은 승객들이 길을 헤맸기 때문일 가능성이 크다. 확인되지는 않았지만 승무원들이 이들을 통제했을 가능성도 있다.
| 탑승자 종류   | 총원 | 구조율 | 사망률 | 구조인원 | 사망인원 |
| ------------- | ---- | ------ | ------ | -------- | -------- |
| 1등실, 어린이 | 6    | 83%    | 17%    | 5        | 1        |
| 2등실, 어린이 | 24   | 100%   | 0%     | 24       | 0        |
| 3등실, 어린이 | 79   | 34%    | 66%    | 27       | 52       |
| 1등실, 여성   | 144  | 97%    | 3%     | 140      | 4        |
| 2등실, 여성   | 93   | 86%    | 14%    | 80       | 13       |
| 3등실, 여성   | 165  | 46%    | 54%    | 76       | 89       |
| 1등실, 남성   | 175  | 33%    | 67%    | 57       | 118      |
| 2등실, 남성   | 168  | 8%     | 92%    | 14       | 154      |
| 3등실, 남성   | 462  | 16%    | 84%    | 75       | 387      |
| 승무원, 여성  | 23   | 87%    | 13%    | 20       | 3        |
| 승무원, 남성  | 885  | 22%    | 78%    | 192      | 693      |
| 어린이 총합   | 109  | 51%    | 49%    | 56       | 53       |
| 여성 총합     | 425  | 74%    | 26%    | 316      | 109      |
| 남성 총합     | 1690 | 20%    | 80%    | 338      | 1352     |
| 전체 총합     | 2224 | 32%    | 68%    | 710      | 1514     |

## 의인들
- 에드워드 존 스미스 선장은 구명보트에 탈 수 있음에도 불구하고 끝까지 타이타닉에 남아 승객들을 탈출시키다가 죽었다. 참고로 스미스 선장은 낮은 계층 출신이었으나 그 기품과 카리스마 덕분에 화이트 스타 라인의 고객 중에도 오로지 스미스 선장의 배만을 타는 사람도 많았다고 한다. 그는 원래 1911년에 은퇴할 예정이었지만 회사측의 설득으로 마지막으로 한 번 더 출항하기로 한 것이 바로 타이타닉호의 첫 항해였다. 또한 총 7명의 항해사들 중 3명도 함께 순직했다. 세월호 참사 당시 이준석 선장이 승객들을 버리고 먼저 탈출하는 무책임한 행보를 보이며 스미스 선장의 타이타닉호 침몰사고 당시 행보가 재평가되기도 하였다.
- 배의 설계자인 토머스 앤드류스는 승객들의 구명보트 승선과 뜰 만한 물건들을 던지는 것을 돕다가 1등실 흡연실에 조용히 들어가서 배와 함께 최후를 맞이했다. 이때 흡연실에 고귀하게 남기로 한 사람은 앤드류스 뿐만이 아니라 다른 (1등실) 승객들도 있었다. 어떤 승객들은 카드 게임을 계속했으며 당대 저명한 언론인이었던 윌리엄 T. 스티드는 조용히 독서를 하고 있었다. 이들 또한 모두 배와 운명을 함께 했다.
- 기관장인 조지프 G. 벨을 포함한 많은 기관사들과 화부, 전기 수리노동자 등 기관부 선원들이 배가 완전히 침몰하기 2분 전, 그러니까 배의 불이 완전히 꺼질 때까지 자리를 계속 지키면서 배의 전기를 작동시키는 작업을 하며 배와 함께 최후를 맞이했다. 화부장을 포함한 화부 일부가 탈출하기도 했으나, 기관장을 포함 기관사들은 전원 순직했다.
- 감리교회 신자인 월리스 하틀리(1878년 ~ 1912년)가 바이올린 연주와 지휘를 맡은 8명의 연주대는 혼란에 빠진 승객들을 위로하기 위해 선박이 침몰하기 고작 10분 전까지 곡을 연주하고 서로에게 행운을 빈 후 헤어졌으나 비극적이게도 그들 모두 죽었다.[3]연주대가 연주한 곡이 어떤 곡인지는 의견이 분분하다. 유력한 곡은 두 곡으로 성가인 '364. 내 주를 가까이 하게 함은'/Nearer my God, to thee(새찬송가에서는 338장(구 찬송가에서는 364장)가톨릭 성가로는 '151. 주여 임하소서')[4]와 감리교회 찬송가인 가을/Autoume이다. 영화 타이타닉에서는 연주대가 내 주를 가까이 하게 함을 연주한 뒤에 행운을 빌며 헤어지는 것으로 나온다. 이후 윌리스 하틀리의 시신은 고향인 잉글랜드 콜른에 묻혔으며 장례식에는 4만여 명의 시민들이 모였고 윌리스 하틀리의 동상이 세워졌다고 한다.
- 토머스 바일스 신부는 기독교 성직자의 양심으로 구명보트 승선을 거절하고 사람들의 구명보트 승선을 도왔다. 구명보트를 타지 못하고 죽을 운명만을 기다리는 사람들에게 죄를 고백함으로써 하느님께 용서를 받는 성사인 고해성사를 집전하여 위로하였고, 갑판 위에서 많은 사람들과 함께 미사를 드리다가 선종하였다.
- 백만장자인 철강업자 벤저민 구겐하임은 자신은 살 수 없음을 직감하고 현지처와 하녀를 보트에 태우고 선원의 구명조끼를 거절하고 턱시도로 갈아입은 뒤, 자신을 따르는 하인과 함께 "우리는 가장 어울리는 복장을 입고 신사답게 갈 것이다"고 하며 마지막까지 시가와 브랜디를 즐기며 배와 함께 최후를 맞이했다. 그의 딸 페기 구겐하임이 여기서 물려받은 유산으로 콜렉션한 예술작품들이 뉴욕 구겐하임 미술관 설립의 초석이 되었다.
- 두 명의 전파사들도 선장이 이만 물러나가도 좋다고 한 후에도 끝까지 남아 전파를 보냈다. 이 중 해럴드 브리드는 살아남았지만 잭 필립스는 죽었다.
- 뉴욕에서 유명한 메이시 백화점을 소유하고 있는 노부부 스트라우스 부부는 금슬이 좋은 노부부였다. 이지도어 스트라우스가 구명보트 승선을 거절하자 그의 부인인 아이다 스트라우스도 선원의 구명보트 승선 제안을 거절하고 하녀 엘렌 버드에게 모피 코트를 건네주고 자기 대신 구명보트에 태운 뒤 남편과 함께 죽었다. 영화에서는 물이 들어오는 선실 침대에 둘이 함께 껴안고 누워 있는 장면으로 등장한다. 참고로 이 때는 아직 배의 운명을 깨닫지 못하고 구명보트에 타기보다 배에 남으려고 하는 사람들이 많이 있을 때였다.
- 타이타닉호의 5등 항해사인 해럴드 로는 구조자들을 인솔하기 위해 보트에 탑승했다. 하지만 보트가 타이타닉호가 침몰하는 곳으로부터 벗어나자 구조자들이 탑승한 보트를 전부 한 곳에 모아놓도록 지시했다. 그리고 해럴드 로는 자신이 탑승한 14번 배에서 여자와 어린이들을 다른 배에 옮겨 태운 뒤 지원자들을 자신의 배에 모아서 타이타닉이 침몰된 곳으로 되돌아갔다. 그 곳에서 해럴드 로우는 필사적으로 수색작업을 벌였고, 10명을 구조하였다. 이후 해럴드 로는 영국 정부로부터 훈장을 받았으며 제1차 세계대전에도 해군 예비역으로 참전, 중령 계급에 이르렀다. 1944년에 고혈압으로 61세를 일기로 사망했다.
- 남편이 금광을 발견해 순식간에 부자가 된 1등실 여성었던 마거릿 몰리 브라운은 구명보트에서 앞장서서 열심히 노를 저었으며, 생존자를 구조하자고 요청했지만 로버트 히친스에게 거절당했다. 그래서 배를 맡고 있던 조타수 로버트 히친스에게 협박했다고 한다.
- 6등 항해사인 헤럴드 로우는 선임 제임스 무디에게 구명보트를 양보하고 본인은 배에 남아서 죽었다. 이후 시신이 수습되어 영국 근해에서 다른 선원들의 시신, 신원 확인이 불가능하거나 연고자가 없는 시신들과 함께 선원들의 장례 방식인 수장의 방식으로 장사를 지냈다.
- 젊은 로테스 백작부인은 신분에도 불구하고 노를 앞장서 열심히 저었으며, 3등실 승객들에게도 따뜻하게 대하여 보트에 타고 있던 승객들과 선원들에게 모범이 되었다.
- 타이타닉호의 주방장인 찰스 조그힌은 배가 완전히 침몰하기 전에 토머스 앤드류스와 함께 바다에 의자를 던져 10명 정도 의자에 떠서 살수 있게 해주었고, 해럴드 로가 구조하러 온 14번 보트에서 생존할 수 있었다.

이밖에도 수많은 사람들이 배에 끝까지 남아 운명을 함께하거나, 구명보트에 탑승해 열심히 생존자들을 도왔다.

## 원인
- 빙산 경고 메시지가 선장에게 제대로 전달되지 않았고, 항로는 바다 밑에 있었기 때문에 알아냈을 때는 늦었다.
- 조타수가 갑작스러운 상황에 잠깐동안 우현 전타와 좌현 전타를 헷갈려했다.
- 리벳 또한 불량이었다.
- 격벽 구조에 문제가 있어 해수가 하나둘씩 흘러갔다.
- 게다가 충돌 사실을 인지했음에도 불구하고 한동안 계속 전진하였다.
- 그나마 가장 가까웠던 배인 캘리포니안호의 유일한 무선사 에반스는 타이타닉호의 조난신호 발신 당시 통신장비를 끄고 자고 있었다.
- 3등객 승객들이 탈출에 여러 가지 어려움을 겪었다. 일단 후에는 대부분 나오긴 했지만 이미 많은 구명보트가 떠난 상태였다.
- 구명보트의 정원이 탑승객들의 절반 밖에 안됐다.
- 정원을 초과해도 모자라는 판에 많은 수의 구명보트가 꽉 채우지 않은 상태로 보내졌다.
- 타이타닉을 제조할 때 사용한 철의 강도가 문제였는데 이 당시의 기술로는 현재 조선에 사용하는 수준의 철을 제조할 수가 없었다. 즉, 황이 너무 많이 함유되어 강도가 약해진 철을 사용한 것이 문제였다. (일부에서 주장하는 저질 철을 썼다는 의견과 달리, 타이타닉에 쓰인 철강은 당대 최상품에 속했다.)

## 사고의 영향
당시 최신 과학기술로 만든 타이타닉호의 침몰 참사는 산업혁명의 영향으로 문명의 진보와 인간의 이성에 낙관적인 신뢰를 갖고 있던 당시의 서방 사회에 큰 충격을 주었다. 타이타닉호 침몰 참사 희생자 수는 다양한 설이 있지만, 영국 상무성의 조사에 따르면 1,513명에 달해 당시 "세계 최대의 해난사고"라고 불렸으며, 살아남은 사람은 706명에 불과했다.
이 사고를 계기로 선박·항해의 안전성 확보에 대해서, 조약의 형태로 국제적으로 결정하려는 움직임이 일어나, 1914년 1월 "해상에서 인명의 안전을 위한 국제 회의"를 열어 13개국이 참가, 1914년 해상에서 인명의 안전을 위한 국제 조약(International Convention for the Safety of Life at Sea(SOLAS), 1914)이 채택되었다. 또한 영국 상무성은 구명보트 구비 기준을 배의 총 정원으로 변경하였다. 그 후로, 여러 배가 조약에 따라 구명보트를 늘렸으며, 이중에는 타이타닉의 자매선 올림픽호, 브리타닉호도 포함되어 있었다.
또, 미국에서는 선박에의 무선 장치 배치의 의무 부여가 강화되어 무선 통신 기계가 보급되는 계기가 되었다.

## 발견과 연구

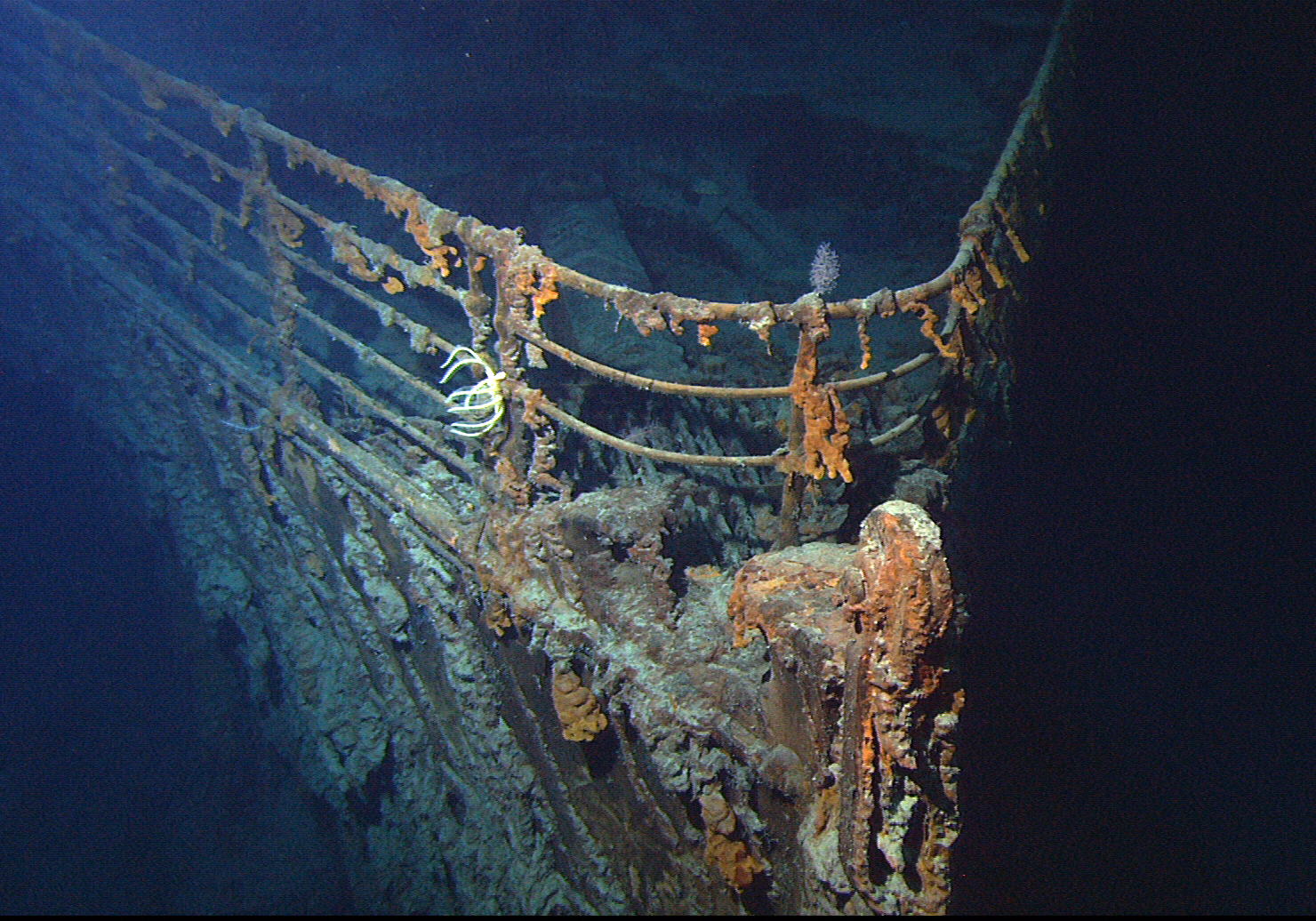
2004년 6월에 촬영한 RMS 타이타닉 뱃머리

1985년 9월 미국 심해탐험가 로버트 발라드(Robert Ballad)는 뉴펀들랜드 680킬로미터 지점에서 최초로 타이타닉호 잔해를 심해카메라로 촬영했으며, 미국과 영국 학자들의 노력으로 심해 잠수정을 이용한 선체 파편 인양 작업이 성사되었다. 수심 약 4,000미터에서 발견된 두 동강난 선체는 각각 600미터 떨어져 있었으며, 약 20% 정도가 침몰 당시와 그 후의 과정에서 유실되었다. 배의 선수 부분은 비교적 그 모습을 유지하고 있었으나 훼손된 부분이 있었고 선미 부분은 선체가 여기저기 찢어져 있어서 훼손이 심했으며, 잔해들이 이리저리 흩어져 있었다. 배의 모든 연돌은 침몰 과정에서 유실되었고, 망루는 선교를 뭉개고 쓰러져 있었다. 신기하게도 옷은 발견되었으나 유해는 발견되지 않았는데, 아마 조류로 인해 흩어졌거나 바닷물의 유기물에 녹아 없어진 듯 하였다. 발라드는 배를 발견하고 한동안은 그 사실을 언론에 알리지 않았으며, 참사에서 죽은 사람들을 기리기 위해 추모비를 세웠다.
1993년 9월에는 미국 조선 전문가 윌리엄 가츠케(Wiliam Garzke)가 당시 기록을 근거로 타이타닉호 침몰 참사를 미리 막을 수 있었던 인재(人災)로 해석하는 연구결과를 발표했다. 당시 생존자들은 배가 빙하와 충돌하는 순간 엄청나게 크게 부서지는 소리가 들렸고 순식간에 가라앉았다고 증언했는데, 그 소리는 저급 강철판이 만들어낸 대재앙의 신호였다는 것이다. 윌리엄은 건져올린 선체 파편을 연구한 결과 충돌시 휘지 않고 부서지는 질이 낮은 강철판을 사용한 것으로 판명되었으며, 고급 강철판을 사용했다면 침몰을 막았거나, 침몰시간이 지연되어 인명피해를 줄일 수 있었을 것 이라고 주장했다. 그러나 타이타닉을 만든 회사가 사용한 강철판은 가장 좋은 것이었다. 당시 제철기술로는 최고급 강철판조차 황의 함유량이 너무 많았기 때문에 낮은 온도에선 휘어지기보단 부서져 버리게 된 것이다. 또한 타이타닉호의 잔해에서 할로모나스 타이타닉이라는 박테리아균이 살고 있어 이 박테리아균이 타이타닉호의 잔해를 먹어치우고 있어 앞으로 2030년 이후에는 타이타닉호의 잔해를 보기 어려워질 것으로 보인다.

## 같이 보기
- 세월호
- 세월호 침몰 사고
- HMHS 브리타닉
- RMS 올림픽
- RMS 루시타니아
- 여자와 아이들 먼저